# 皇家兵械庫博物館

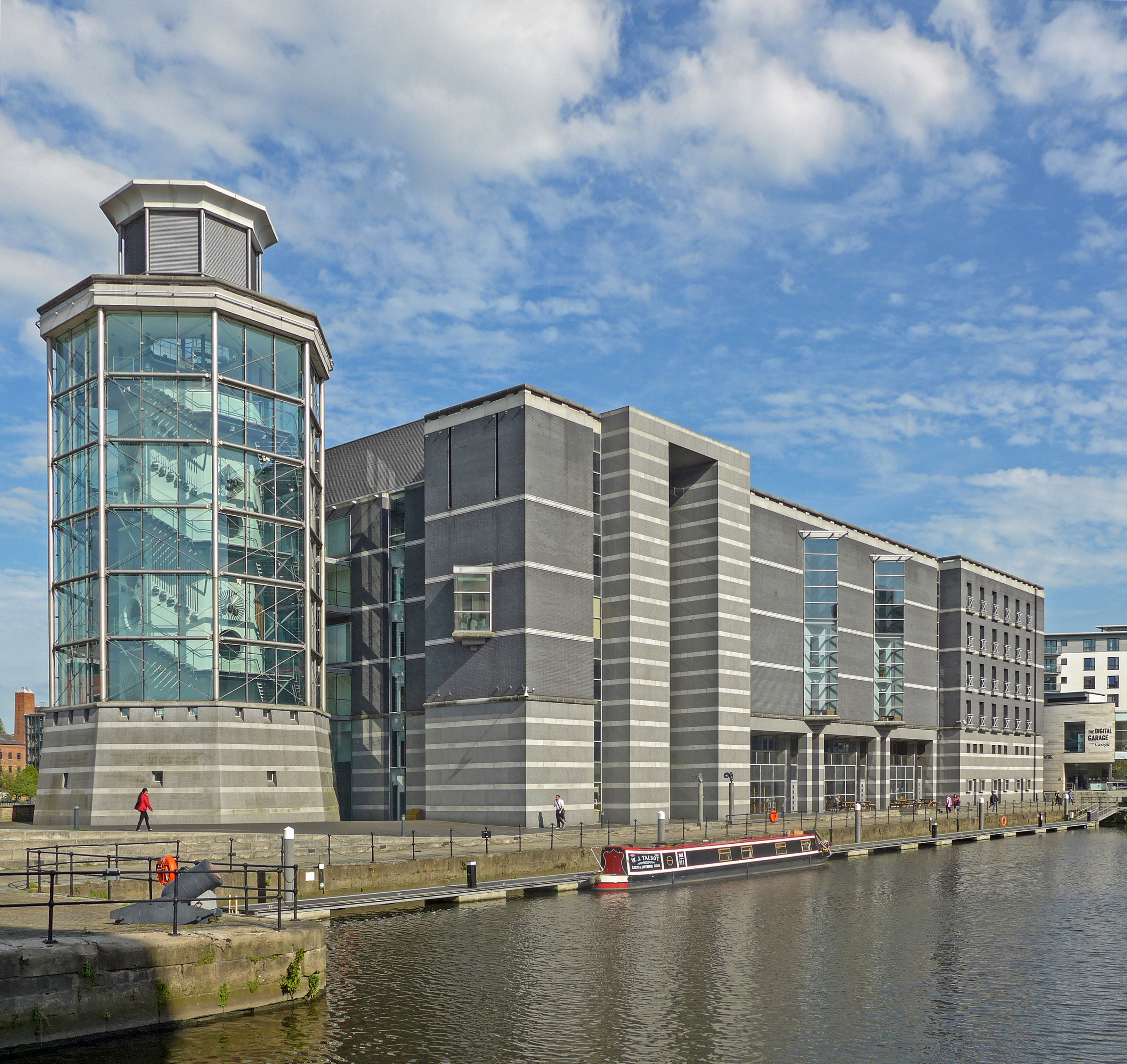
皇家兵械庫博物館

皇家兵械庫博物館（Royal Armouries Museum）是英國英格蘭西約克郡利茲的一座博物館，展示了武器和鎧甲等藏品。皇家兵械庫博物館是皇家兵械庫的一部分。博物館修建於1996年，耗資4250萬英鎊。博物館可免費入場。

## 外部連結
- 官方网站

53°47′31″N 1°31′56″W / 53.791866°N 1.532258°W